# 楊筑晶
楊築晶（英語：Crystal Chu-Ching Yang，1993年10月15日—），台灣電視節目主持人、《2018國際中華小姐競選》友誼小姐得主，現為無綫電視台灣製作中心藝員，前邵氏兄弟藝員。

## 簡歷
楊築晶出生於台灣，國中後移居馬紹爾群島，高中畢業來到夏威夷念大學。畢業於夏威夷大學行銷系，大學期間也有副修營養學。值得一提的是，她與《2017國際中華小姐競選》冠軍思霆是幼稚園同學兼競爭對手。
楊築晶曾參加2016年度《國際臺灣小姐競選》及2017年度《夏威夷華裔小姐競選》，於國際臺灣小姐當選和於夏威夷華裔小姐奪得友誼小姐；。她於2018年2月代表夏威夷參與《2018國際中華小姐競選》，憑著甜美的樣貌和完美的身材一度被傳媒視為三甲大熱，唯最後只奪取友誼小姐大獎。

## 演出作品

### 電視主持
- 2018年：《就是愛美麗(第三季)》（第5,7,10集）- 擔任嘉賓
- 2019年：《背包女行》（花蓮篇）- 擔任主持

## 曾獲獎項與提名
| 年份   | 獎項                               | 結果 |
| ------ | ---------------------------------- | ---- |
| 2016年 | 國際臺灣小姐2016冠軍               | 獲獎 |
| 2017年 | 夏威夷華裔小姐競選2017「友誼小姐」 | 獲獎 |
| 2018年 | 2018國際中華小姐競選「友誼小姐」   | 獲獎 |

## 外部連結
- 楊筑晶的Facebook專頁
- 楊筑晶的Instagram帳戶
- 《2018國際中華小姐競選》– 候選佳麗 - 2號 楊築晶 - tvb.com